# Julian Pieńkowski
Julian Pieńkowski (ur. 15 września?/27 września 1878, zm. 1920) – pułkownik piechoty Wojska Polskiego, działacz niepodległościowy, kawaler Orderu Virtuti Militari.

## Życiorys
Urodził się w guberni wołyńskiej, w rodzinie Konrada (ur. 1849), kapitana armii rosyjskiej i Tekli. Był katolikiem. Był starszym bratem Włodzimierza Mariana Konstantego (1882–1961), podporucznika administracji pospolitego ruszenia Wojska Polskiego.
Wykształcenie ogólne zdobył w Jarosławskiej Szkole Wojskowej. 17 sierpnia 1896 został mianowany podoficerem. Następnie zdał egzamin oficerski w Czugujewskiej Szkole Junkrów Piechoty i został mianowany podporucznikiem ze starszeństwem z 23 marca 1900. W latach 1904–1905 walczył na wojnie rosyjsko-japońskiej w czasie, któej został ranny. 10 września 1904 awansował na porucznika ze starszeństwem z 23 marca 1904, a 10 października 1908 na sztabskapitana ze starszeństwem z 23 marca 1908. 1 stycznia 1909 pełnił już służbę w 18 wołogodzkim pułku piechoty, który stacjonował w garnizonie Nowogród Wołyński. Od 6 grudnia 1913 dowodził 4 kompanią. W szeregach tego pułku walczył podczas I wojny światowej, awansując na podpułkownika. 17 sierpnia 1914 został ranny pod wsią Krosienko.
W 1917 został pierwszym dowódcą organizujacego się w Kijowie 1 pułku strzelców polskich. W 1918 służył w III Korpusie Polskim w Rosji na stanowisku dowódcy Legii Rycerskiej (od 9 kwietnia – 1 kompanii rycerskiej). Wyróżnił się 17 kwietnia 1918 podczas obrony wsi i cukrowni Gniewań.
1 marca 1919 został przyjęty do Wojska Polskiego z byłych I, II, III Korpusów Polskich i byłej armii rosyjskiej, z zatwierdzeniem posiadanego stopnia pułkownika i zaliczony do Rezerwy armii. Od 2 lipca do 14 grudnia 1919 dowodził 40 pułkiem piechoty. 29 sierpnia 1919 Naczelny Wódz mianował go dowódcą 40 pp. 8 stycznia 1920 został mianowany dowódcą 54 pułku piechoty. 30 marca tego roku został zwolniony ze stanowiska dowódcy pułku i oddany do dyspozycji Dowództwa Frontu Litewsko-Białoruskiego. 14 października 1920 został zatwierdzony z dniem 1 kwietnia 1920 w stopniu pułkownika, w piechocie, w grupie oficerów byłych Korpusów Wschodnich i byłej armii rosyjskiej. Był wówczas oddany do dyspozycji Dowództwa Okręgu Etapowego 6 Armii. Zmarł w tym samym roku.
1 czerwca 1921 pułkownik Juliusz Rómmel sporządził „wniosek na odznaczenie orderem «Virtuti Militari»”, w którym napisał:

dnia 17 kwietnia 1918 oddziały III Korpusu WP skoncentrowane w Gniewaniu pod dowództwem pułkownika Rómmla odpierały ataki bolszewickie, prowadzone przez nich przeważającymi siłami i z nadzwyczajną zaciętością. Pułkownikowi Pieńkowskiemu, jako dowódcy Legii Rycerskiej i kompanii oficerskiej była powieżona obrona ważnego odcinka, na który bolszewicy skierowali dużą część sił swoich usiłując przerwać front naszych pozycji. Dzięki umiejętnemu kierownictwu oddziałem i odwadze płk. Pieńkowskiego, który w chwilach krytycznych osobiscie prowadził oddział do kontrataków, pozycje zostały utrzymane, a bolszewicy poniósłszy duże straty w zabitych i rannych, zaprzestali dalszych ataków.

Wniosek został poparty przez byłego dowódcę III Korpusu Polski w Rosji, generała porucznika Eugeniusza de Henning-Michaelisa, a następnie zatwierdzony przez Naczelnego Wodza, marszałka Polski Józefa Piłsudskiego.
Był żonaty z Julią Józefą, katoliczką urodzoną w guberni jarosławskiej, z którą miał dwóch synów (ur. ok. 1903 i 1907) i córkę (ur. ok. 1911).

## Ordery i odznaczenia
- Krzyż Srebrny Orderu Wojskowego Virtuti Militari nr 6552 – pośmiertnie 20 lipca 1922[20][21][22]
- Krzyż Walecznych[23][24]
- Medal Niepodległości – pośmiertnie 19 czerwca 1938 „za pracę w dziele odzyskania niepodległości”[25][26][27]

rosyjskie
- Order Świętego Włodzimierza 4 stopnia z mieczami i kokardą – 14 listopada 1915[7]
- Order Świętej Anny 2 stopnia z mieczami – 1 października 1916[7]
- Order Świętego Stanisława 2 stopnia z mieczami – 15 czerwca 1915[7]
- Order Świętej Anny 3 stopnia z mieczami i kokardą – 5 stycznia 1915[7]
- Order Świętego Stanisława 3 stopnia (miecze i kokarda – 5 stycznia 1915)[7]
- Order Świętej Anny 4 stopnia z napisem na szabli „Za odwagę” – 1904[1]